# Sisyrinchium azureum
Sisyrinchium azureum Phil. – gatunek miecznicy należący do rodziny kosaćcowatych (Iridaceae Juss.). Występuje naturalnie w Ameryce Południowej.

## Rozmieszczenie geograficzne
Rośnie naturalnie w Peru, Boliwii, środkowej i północnej części Chile oraz północno-zachodniej  Argentynie. 

## Morfologia
ŁodygaDorasta do 30 cm wysokości.
KwiatyPłatki mają niebieską barwę.

## Biologia i ekologia
Bylina. Preferuje stanowiska dobrze nasłonecznione lub w półcieniu. 
Występuje naturalnie na nieco suchych obszarach, gdzie susza może trwać od 3 do 5 miesięcy. Rośnie na terenach, gdzie roczna suma opadów wynosi 400–800 mm, a opady koncentrują się głównie zimą. Może rosnąć do 6b strefy mrozoodporności. Występują na wysokości 1500–4000 m n.p.m.

## Zastosowanie
Gatunek bywa uprawiany jako roślina ozdobna.